# MF Doom
Daniel Dumile, noto anche con lo pseudonimo di MF DOOM (Hounslow, 13 luglio 1971 – Leeds, 31 ottobre 2020), è stato un rapper e produttore discografico britannico.
Nato in Inghilterra, si trasferì in tenera età con la famiglia a Long Island, New York. Qui cominciò la sua carriera musicale sotto il nome di Zev Love X, formando insieme al fratello il gruppo KMD. Dopo un periodo di inattività, tornò sulla scena con il suo primo album da solista, Operation: Doomsday, con il quale si presentò ufficialmente come MF DOOM, il suo alter ego in stile supervillain, con l'iconica maschera che è diventata il tratto distintivo dell'artista. Il suo periodo d'oro arrivò nel 2004, quando pubblicò i suoi due progetti più acclamati, gli album MM..Food e Madvillainy. Quest'ultimo è il frutto della collaborazione con il produttore californiano Madlib, con cui forma il duo Madvillain, ed è ritenuto uno dei migliori album hip hop di sempre. Nello stesso periodo pubblica musica sotto diversi pseudonimi, come King Geedorah, Viktor Vaughn e Danger Doom (in collaborazione con Danger Mouse), e più recentemente come DOOM, prima di essere costretto a rientrare in patria.

## Biografia

### I primi anni: KMD
Dumile proviene da un retroterra variegato: la madre era di Trinidad e il padre dello Zimbabwe. La famiglia si trasferisce a New York, nel quartiere di Long Island. Con il nome di Zev Love X, Daniel forma, insieme al fratello Dingilizwe (poi conosciuto come DJ Subroc) il gruppo KMD. Inizialmente del gruppo faceva parte anche Rodan, rapper che lasciò però la formazione per terminare gli studi e fu sostituito da Onyx the Birthstone Kid. Il manager Dante Ross conobbe i KMD attraverso i 3rd Bass e fece in modo che firmassero per la Elektra. Il debutto musicale di Dumile e dei KMD avvenne con la canzone The Gas Face, dei 3rd Bass, tratta da The Cactus Album, seguita nel 1991 dall'album dei KMD Mr. Hood, che divenne un piccolo classico underground, grazie a singoli quali Peachfuzz, Who Me? e ad un massiccio passaggio dei video su Yo! MTV Raps e su Rap City.
Subroc fu ucciso da un pirata della strada nel 1993, prima che il secondo album dei KMD, Black Bastards, fosse pubblicato. La stessa settimana il gruppo lasciò la Elektra Records. Già prima della prevista pubblicazione dell'album ci furono numerose diatribe legate alla copertina, in cui un disegno rappresenta una caricatura stilizzata di una persona nera in bretelle appesa alla forca e un gioco dell'impiccato, con tutte le lettere del titolo dell'album tranne le a: Bl_ck B_st_rds. Dopo la perdita del fratello, Dumile si allontanò dall'hip-hop e restò lontano dalle scene musicali fino al 1997. Riferendosi a quel periodo, Dumile sottolinea tutta la sua disillusione nei confronti del business discografico, affermando anche di aver vissuto "praticamente senza casa, camminando per le strade di Manhattan e dormendo sulle panchine". Nei tardi anni novanta, lasciò New York per Atlanta. Secondo quanto affermato in un'intervista dallo stesso artista, si stava "riprendendo dalle ferite", giurando vendetta "contro l'industria della musica che lo aveva così tanto plagiato". Black Bastards uscì come bootleg, conducendo Dumile ai vertici della scena dell'hip hop underground.

### La nascita di MF DOOM

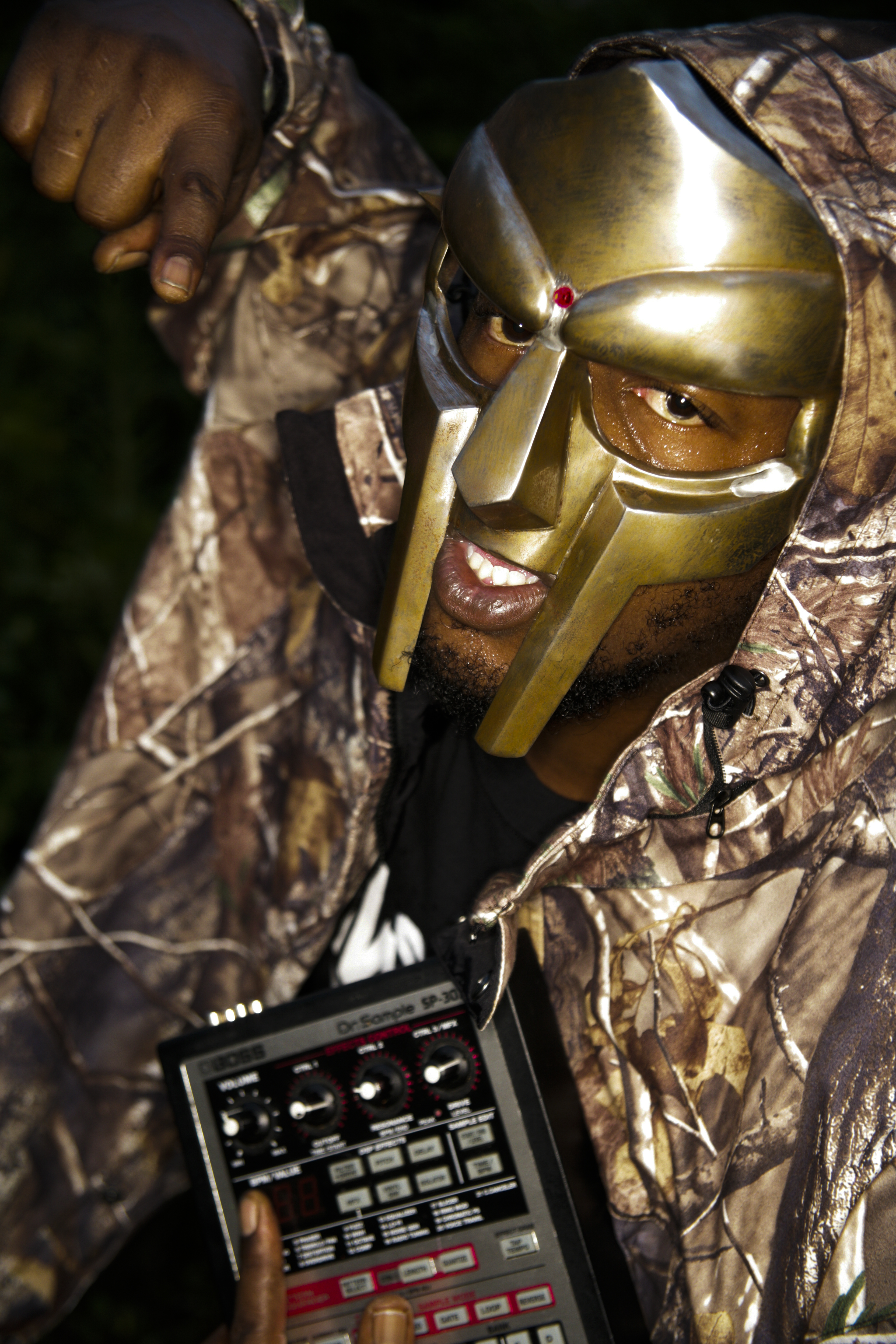
Dumile indossa la sua maschera

Dumile comincia a fare rap partecipando ad eventi open mic al Nuyorican Poets Café nel 1998. Già allora la sua faccia era coperta da una maschera, che ne celava le sembianze. La sua nuova identità deve molto al fumetto della Marvel Doctor Doom. L'artista indossa la maschera durante tutte le sue performance e non esistono sue fotografie senza di essa, se non alcuni brevissimi estratti da video come "Mr. Clean" e le foto scattate nei primi anni di carriera con i KMD. In quel periodo la maschera di Doom è una replica esatta della maschera indossata da Massimo Decimo Meridio nel film Il gladiatore. L'uscita di Operation: Doomsday, avvenuta nel 1999 per l'etichetta indipendente Fondle 'Em, segna un punto di svolta nella carriera di Dumile e nel suo reinventarsi da artista di una major discografica ad artista indipendente. Nel 2000, MF DOOM pubblica la sua prima collaborazione con MF Grimm, dal titolo MF EP. Da questo momento comincia un diverbio tra i due protrattosi a lungo, che si estenderà poi anche ad Adam Olis, produttore esecutivo di Mf Grimm. Nello stesso periodo MF DOOM comincia a pubblicare una serie di album strumentali, con lo pseudonimo di Metal Fingers. La serie è chiamata Special Herbs.
Nel 2003 viene fondata Metal Face Records, etichetta creata per dare a DOOM il pieno controllo sul suo catalogo musicale e sulle sue produzioni. Dopo aver lavorato con diverse etichette durante la sua carriera, DOOM decise di stabilire Metal Face Records per rimanere indipendente e mantenere una visione artistica senza compromessi, anche se molti dei suoi capolavori furono pubblicati da altre etichette.

### Il successo
Il primo grande successo commerciale di Dumile arriva nel 2004, con l'album Madvillainy dei Madvillain, cioè il duo che include Dumile stesso e il produttore Madlib. Pubblicato dalla Stones Throw Records, l'album ottiene il plauso della critica e un ottimo riscontro di vendite. Il grande pubblico entra per la prima volta in contatto con la figura di MF DOOM, grazie all'interesse di riviste quali Rolling Stone, New York Times, The New Yorker e Spin. Alla pubblicazione, seguono un video per il pezzo All Caps e un tour di quattro date negli Stati Uniti. Altri video (per Rhinestone Cowboy e Accordion, entrambi diretti da Andrew Gura), vengono inseriti rispettivamente nei DVD Stones Throw 101 e Stones Throw 102: In Living the True Gods. Lo stesso anno, Dumile pubblica MM..Food, per l'etichetta Rhymesayers Entertainment, del Minnesota.
Con lo pseudonimo di Viktor Vaughn (un altro dei personaggi contenuti in Doctor Doom, il cui vero nome è Victor von Doom), ha pubblicato due album, dal titolo Vaudeville Villain nel 2003 e Venomous Villain l'anno seguente (conosciuto anche come VV2). Un altro pseudonimo che MF DOOM ha utilizzato nel corso degli anni è quello di un mostro alieno a tre teste chiamato King Geedorah, il cui nome prende spunto dal personaggio King Ghidorah, che compare nei film di Godzilla. 
Nei panni di questa figura aliena, Daniel Dumile ha realizzato l'album Take Me to Your Leader nello stesso anno di Vaudeville Villain .occupandosi prevalentemente delle produzioni musicali e comparendo in veste di MC solo in alcune tracce.
Per quanto ancora artista underground, MF DOOM fece un grande passo verso il mainstream nel 2005, con la registrazione di The Mouse and the Mask, in collaborazione con il produttore Danger Mouse, sotto il nome collettivo di Danger Doom. L'album, uscito l'11 ottobre 2005 per la Epitaph, fu realizzato in collaborazione con la Adult Swim, canale televisivo notturno di Cartoon Network dedicato ad un pubblico adulto. La collaborazione è rimarcata da vari riferimenti a show del canale televisivo (come Aqua Teen Hunger Force, Space Ghost Coast to Coast, Perfect Hair Forever e altri).
Born like This, un album poco noto di DOOM, venne pubblicato il 7 aprile 2009 da Metal Face Records. L'album è una riflessione sulla sua carriera e sul suo ruolo nell'hip-hop, e sebbene non sia stato un successo mainstream, è diventato un pezzo importante della sua discografia. C'è una continua ricerca di suoni non convenzionali, che rompe con la tradizione dell'hip-hop.
Dal 2012 fino al 2020 DOOM fece 4 principali album, tutti collaborativi. Il primo fu Key to the Kuffs un album collaborativo degli artisti hip hop alternativi Jneiro Jarel e MF Doom sotto lo pseudonimo JJ Doom. Venne pubblicato da Lex Records il 20 agosto 2012. L’album è stato definito come un progetto che richiede più ascolti per essere pienamente compreso, proprio per la sua natura astratta e la fusione di stili diversi.
Il secondo fu NehruvianDoom, un album di MF DOOM & Bishop Nehru (insieme come Nehruvian Doom). Venne pubblicato il 23 ottobre 2014 da Lex Records. L’album è intitolato NehruvianDoom in omaggio a Jawaharlal Nehru, il primo primo ministro dell'India, una figura storica di grande importanza per il paese. NehruvianDoom è un album che si muove su più livelli, tanto a livello musicale quanto lirico.
Quattro anni dopo uscì Czarface Meets Metal Face, pubblicato il 15 marzo 2018 da Czar-Esoteric/ Brick Records. Questo album fu creato da Doom sotto il nome di Metal Face e dal duo Czarface ovvero Inspectah Deck, 7L & Esoteric. La collaborazione tra i due è naturale, dato che entrambi i progetti sono molto radicati nell'underground e condividono una forte passione per l'estetica dei fumetti, le tematiche dei "supervillains".
L'ultimo album, Super What? venne pubblicato dopo la morte di Doom, il 7 maggio 2021 sempre da Czar-Esoteric/ Brick Records. Anche quest' album fu una collaborazione fra Czarface e Metal Face (aka Doom). Super What? si inserisce in un contesto che riguarda ancora una volta con il mondo dei supereroi e dei supercattivi, ma con un lato più ironico e giocoso. Mf Doom prima della sua morte nel 2020, aveva lavorato a numerosi progetti in anticipo, lasciando dietro di sé una serie di registrazioni che i suoi collaboratori potevano utilizzare per completare gli album, perciò fu possibile l'uscita del disco dopo la sua morte.
DOOM è anche apparso come feature nella traccia November Has Come, nona traccia di Demon Days, album del 2005 dei Gorillaz. Nel 2006 Doom ha presentato lo speciale natalizio per lo spazio televisivo Adult Swim, proseguendo la collaborazione con la diffusione free download dell'EP "Occult Hymn" con il nickname Danger Doom, fino al 2017, quando all'interno del progetto "The Missing Notebook Rhymes" pubblicava una canzone a settimana, comprese le featuring con Jay Electronica e Kool Keith.

### Morte
Il 31 dicembre 2020 la moglie Jasmine annunciò sui social media la morte del rapper, avvenuta esattamente due mesi prima, il 31 ottobre 2020, all'età di 49 anni. La causa della morte è stata rivelata solo nel 2023 dalla moglie stessa. Già residente in Inghilterra, Dumile fu ricoverato al St James's University Hospital di Leeds per un angioedema, una rara reazione a un farmaco che gli era stato prescritto per la sua alta pressione sanguigna; qui morì pochi giorni dopo.

## Discografia

### Album in studio
- 1999 - Operation: Doomsday
- 2003 - Take Me to Your Leader (come King Geedorah)
- 2003 - Vaudeville Villain (come Viktor Vaughn)
- 2004 - Venomous Villain (come Viktor Vaughn)
- 2004 - MM..Food
- 2009 - Born Like This (come Doom)

### Album dal vivo
- 2005 - Live from Planet X
- 2010 - Expektoration

## Filmografia

### Colonna sonora
- Yo! MTV Raps – serie TV (1988)
- Rap City – serie TV (2000)
- Ken Park – film (2002)
- Tony Hawk's Underground – videogioco (2003)
- Tony Hawk's American Wasteland – videogioco (2005)
- Driver: Parallel Lines – videogioco (2006)
- The Boondocks – serie animata, episodi 1x11-1x13 (2006)
- Demon Days Live – speciale televisivo (2006)
- Car Babes – film (2006)
- Mm... Food Drive Tour – video (2007)
- Grand Theft Auto: Chinatown Wars – videogioco (2009)
- Skate 3 – videogioco (2010)
- Grand Theft Auto V – videogioco (2013)
- Master of None – serie TV, episodio 1x6 (2015)
- We the Internet Sketches – serie TV (2017)

### Doppiatore
- 3rd Bass: The Gas Face – video (1990)
- Perfect Hair Forever – serie animata, 6 episodi (2004-2014)
- Assy McGee – serie animata, episodio 2x9 (2008)
- Cheyenne Cinnamon and the Fantabulous Unicorn of Sugar Town Candy Fudge – film TV (2010)